# Albert Mudrian
Albert Mudrian (* 1975 in Wilkes-Barre) ist ein amerikanischer Musikjournalist und Sachbuchautor. Er ist Chefredakteur der Musikzeitschrift Decibel.

## Biografie
Geboren wurde Mudrian 1975 in Wilkes-Barre im US-Bundesstaat Pennsylvania. Sein Interesse an Heavy Metal begann während der Schulzeit mit Gruppen wie Iron Maiden und Metallica. Später wandte er sich extremeren Formen des Metal und Bands wie Sepultura, Obituary und Napalm Death zu. Als Autor arbeitet er seit Juli 1996, seit 1997 als angestellter Redakteur bei Red Flag Media und seit Oktober 2004 ist er Chefredakteur der Musikzeitschrift Decibel. Nach einem Interview mit Digby Pearson, Inhaber von Earache Records, im Mai 2000 begann Mudrian mit den Recherchen zu seinem Buch Choosing Death: The Improbable History of Death Metal & Grindcore, das 2004 erschien. 2009 gab Mudrian das Sammelwerk Precious Metal. Decibel Presents the Stories Behind 25 Extreme Metal Masterpieces heraus.

## Bücher
- Choosing Death. The Improbable History of Death Metal & Grindcore. Feral House, Los Angeles CA 2004, ISBN 1-932595-04-X.
- Precious Metal. Decibel Magazine Presents the Stories Behind 25 Extreme Metal Masterpieces. Ca Capo Press, Philadelphia PA 2009, ISBN 978-0-306-81806-6.